# ناکامورا کیچیمون اول
ناکامورا کیچیمون اول (انگلیسی: Nakamura Kichiemon I؛ ۲۴ مارس ۱۸۸۶ – ۸ سپتامبر ۱۹۵۴) بازیگر، و بازیگر کابوکی اهل ژاپن بود.
وی همچنین برندهٔ جوایزی همچون نشان فرهنگ و شخصیت دارای شایستگی فرهنگی شده‌است.